# Сіднейський акваріум
Сіднейский акваріум (англ. Sydney Aquarium) — великий акваріум, відкритий для публічного доступу, і розташований в місті Сідней (Новий Південний Уельс, Австралія). Розташований на східному боці гавані Дарлінг північніше Пірмонтського мосту. 
В акваріумі містяться різноманітні представники австралійської флори та фауни, що налічують понад 650 видів, загалом понад 6 000 особин риб і морських тварин, для яких вода є основним середовищем існування. Основними експозиціями акваріума є серія підводних тунелів, де акули плавають над відвідувачами і їх видно через акрилове скло, та великий кораловий риф. 
Акваріум був відкритий к Сіднеї в 1988 році у рамках урочистостей з нагоди 200-річчя Австралії, та є одним з найбільших акваріумів світу. Він вважається однією з найвизначніших туристичних пам'яток міста, і понад половину його відвідувачів складають іноземці.